# Synchiropus kinmeiensis
Synchiropus kinmeiensis is een straalvinnige vissensoort uit de familie van pitvissen (Callionymidae). De wetenschappelijke naam van de soort is voor het eerst geldig gepubliceerd in 1983 door Nakabo, Yamamoto & Chen.